# كيلمزفورد الغربية (دائرة انتخابية في المملكة المتحدة)
كيلمزفورد الغربية (بالإنجليزية: West Chelmsford)‏ هي إحدى الدوائر الانتخابية في المملكة المتحدة الممثلة في مجلس العموم في برلمان المملكة المتحدة.
عضو البرلمان الذي يمثلها حالياً هو :Mr Simon Burns (Con).